# Yudai Takahashi
Yudai Takahashi (30 novembre 2001) è un lottatore giapponese, specializzato nella lotta libera.

## Palmarès
- Campionati asiatici

Ulaanbaatar 2022: bronzo nei 79 kg.